# Anopheles galvaoi
Anopheles galvaoi é um mosquito pertencente ao género Anopheles, raramente encontrado com infecção pelo plasmódio da malária, mas sua frequência nunca foi relacionada com a da malária. O adulto prefere picar animais fora da habitação humana.

## Referência bibliográfica
- Consoli RAGB, Lourenço-de-Oliveira R. (1994). "Principais mosquitos de importância sanitária no Brasil" (PDF)  . Editora Fundação Instituto Oswaldo Cruz, Rio de Janeiro, Brasil.